# Tarenna pumila
Tarenna pumila là một loài thực vật có hoa trong họ Thiến thảo. Loài này được (Hook.f.) Merr. miêu tả khoa học đầu tiên năm 1920.